# Clam-Gallas

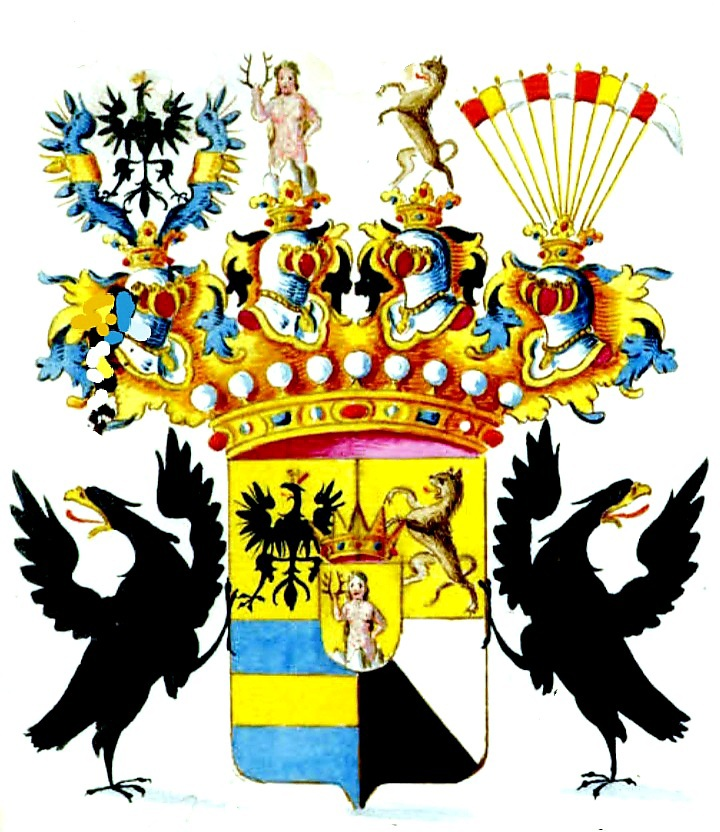
Wappen der Grafen von Clam-Gallas 1768

Die Grafen von Clam-Gallas waren eine Linie des österreichischen Adelsgeschlechts Perger-Clam, die 1757 den Namen eines erloschenen, ursprünglich italienischen Adelsgeschlechts Gallas (1632 Reichsgrafen, 1635 Herzöge von Lucera) hinzunahm und dessen – vorwiegend böhmische – Besitzungen erbte. Die Linie Clam-Gallas erlosch 1930, während die Linie Clam-Martinic bis heute blüht.

## Geschichte

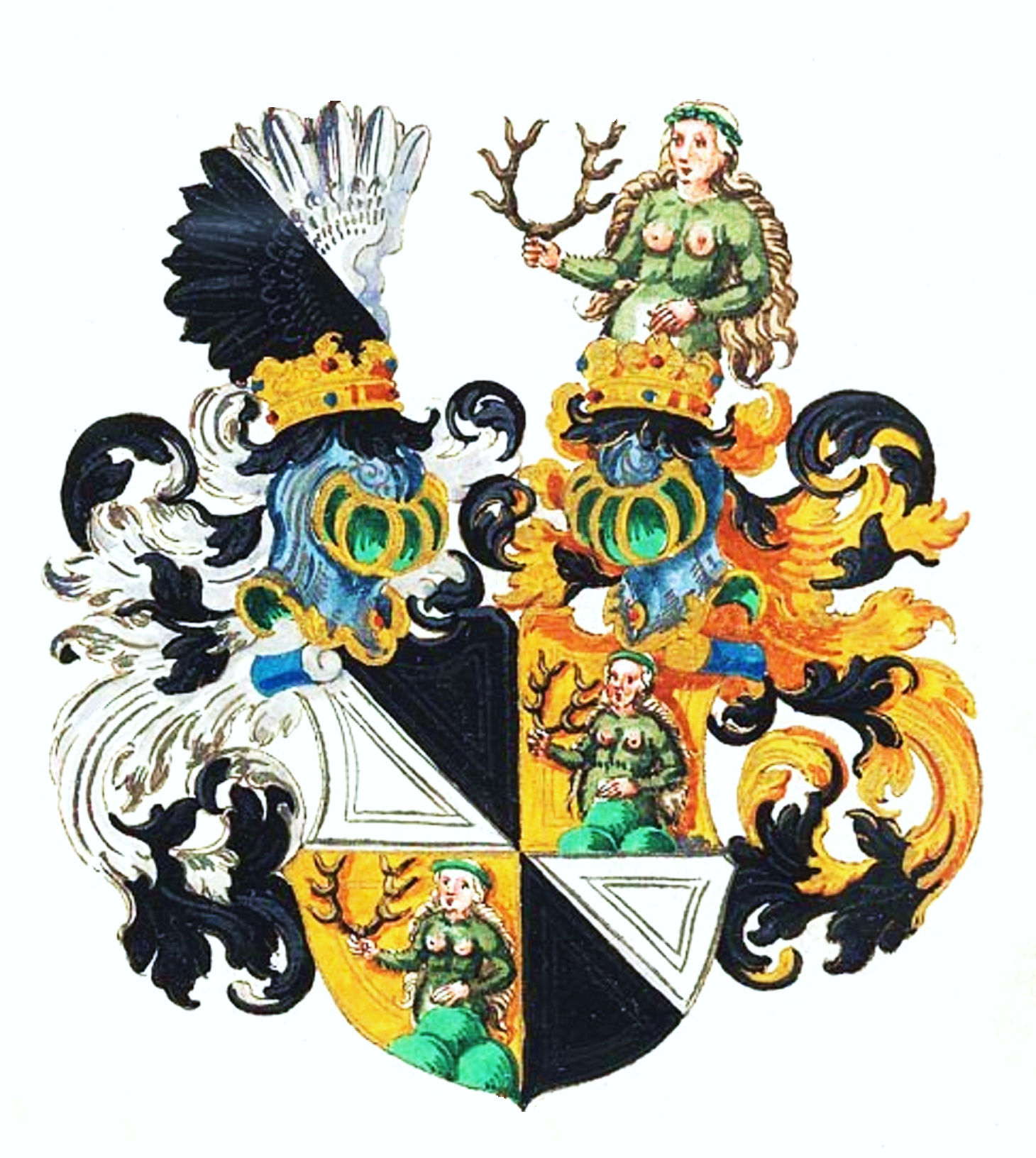
Gemehrtes Wappen der Perger zu Clam (1585, nach Vereinigung Noppingen-Perger von 1574)

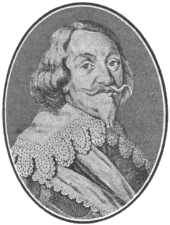
Matthias Gallas (1588–1647)

Die Grafen von Clam sind ein altes Kärntner Geschlecht, welches unter dem Namen der Pörger (Perger), Edle Herren von Höchenperg, bis in die erste Hälfte des 14. Jahrhunderts in Kärnten blühte, dann aber bei den inneren Spaltungen dieses Landes vertrieben wurde. Die Familie ließ sich sodann in Österreich ob der Enns nieder.
Der Edle und Veste Stephan Perger, Herrn Conrad Pergers Sohn († 16. November 1521) wurde dort als Erster seines Geschlechts urkundlich erwähnt. Sein mit dem pergerschen Stammwappen geschmücktes Epitaph ist in der Pfarrkirche zu St. Pantaleon. Vermählt war er mit Catharina Apfalterin. Er war der Pfleger des Siegmund und Heinrich Prüschenk, des Ahnherren der späteren Grafen von Hardegg im Unteren Mühlviertel in Oberösterreich, der 1493 die Herrschaft Clam erworben hatte. Stephan wurde zum Stammvater der Familien Clam-Martinic und Clam-Gallas. Er besaß nach dem Freiherrn von Hohenegg schon 1510 das unweit Strengberg gelegene Gut St. Panthaleon.
Christoph Perger, Sohn des Obigen, kaufte 1524 von den Grafen Hardegg im Unteren Mühlviertel in Oberösterreich „Schloss und Veste Clam mitsamt dem Turm“. Nach Christoph Perger I. folgten Christoph Perger II., dessen Sohn Hanns Enoch Perger und Johann Gottfried Perger. 1640 wurde diesem von Kaiser Ferdinand III. der Titel Edler Herr zu Clam verliehen und am 22. November 1655 wurde er in den Freiherrnstand erhoben. Am 18. November 1759 verlieh Kaiserin Maria Theresia der Familie den Titel Reichsgraf. Die Familie Clam teilte sich in die Linien Clam-Martinic und Clam-Gallas. Nachdem die Linie Clam-Clam 1815 ausgestorben war, übernahm die Linie Clam-Martinic, welche bedeutende Besitzungen in Böhmen hatte, den alten Familienbesitz Burg Clam, der sich bis heute im Besitz der Grafen Clam-Martinic befindet.
Die Linie Clam-Gallas entstand 1757 nach dem Aussterben der männlichen Linie des ursprünglich aus Italien stammenden Geschlechts der Grafen von Gallas, die mit Matthias Gallas (1588–1647), kaiserlicher Generalleutnant im Dreißigjährigen Krieg, seit 1632 Reichsgraf und seit 1635 Herzog von Lucera, zu großem Besitz in Böhmen gekommen war. Gallas erhielt nach der Ermordung seines Gegenspielers Wallenstein 1634 dessen Besitzungen, darunter Schloss Friedland und Schloss Reichenberg; aus dem Besitz von Wallensteins Schwager Adam Erdmann Graf Trčka, der gleichzeitig ermordet worden war, erwarb Gallas 1636 ferner die Güter Smirschitz und Horzeniowes. Sein Sohn Franz Ferdinand von Gallas (1635–1697) hinterließ zwei Söhne, Philipp Franz (1666–1731) und Johann Wenzel (1669–1719), letzterer einen Sohn Philipp Joseph, der 1757 kinderlos verstarb. Mit ihm erlosch die Familie Gallas.

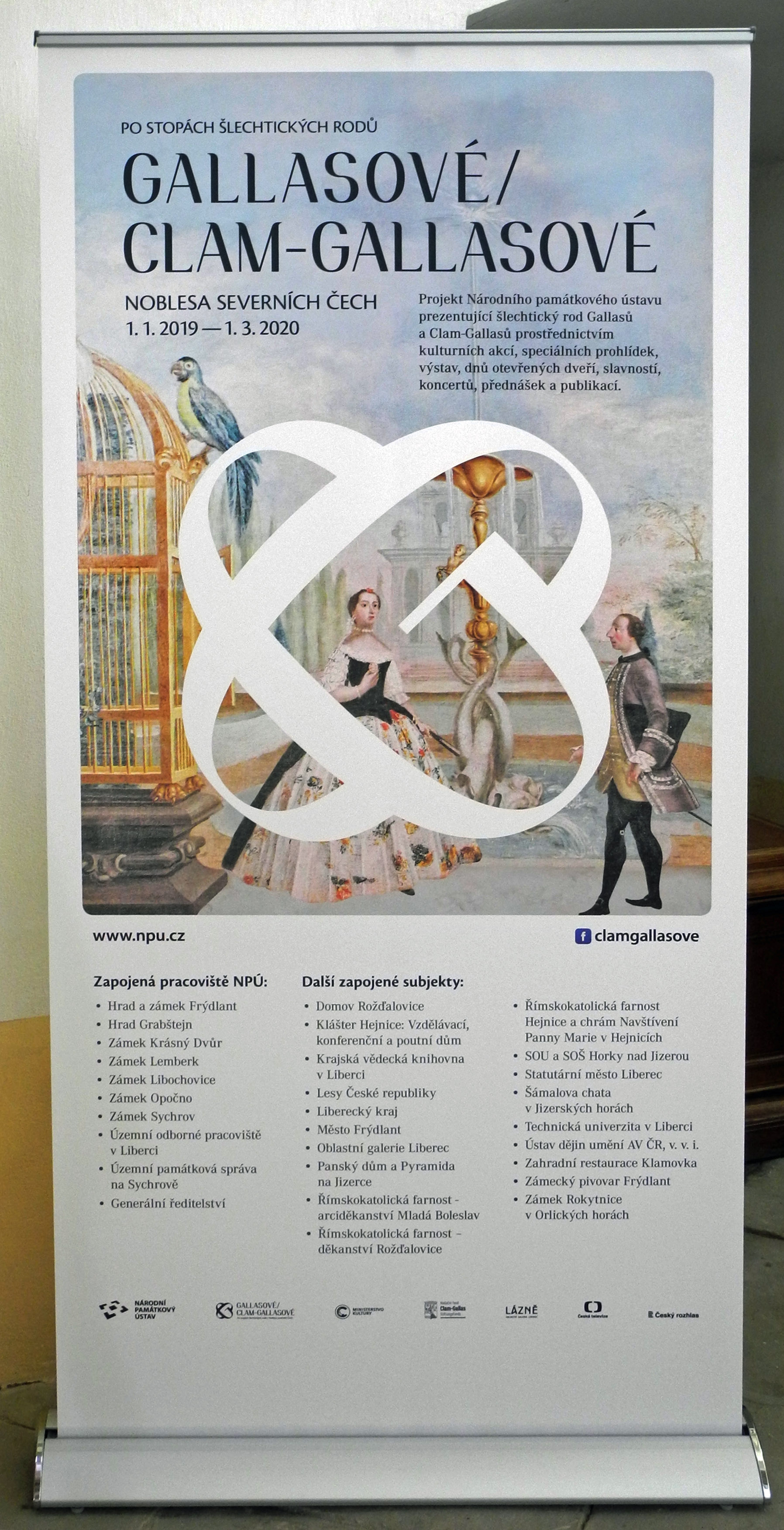
Ausstellung Clam-Gallas 2019/20

Johann Wenzels Halbschwester Johanna Beatrice Eleonore von Gallas (1680–1716), verheiratet mit Leonhard Colonna de Fels, hinterließ eine Tochter Margaretha, die Johann Christoph II. Graf von Clam heiratete. Der gemeinsame Sohn Christian Philipp Graf von Clam (* 29. April 1748; † 8. Februar 1805) – ein Neffe des zuletzt verstorbenen Grafen Philipp Josef von Gallas – erbte dessen Besitz, unter der Bedingung der Weiterführung von Namen und Wappen der Gallas und nannte sich nun Christian Philipp von Clam-Gallas. Mit dem Tode seines Urenkels Franz Graf Clam-Gallas (* 26. Juli 1854 in Reichenberg; †  20. Januar 1930 in Friedland) erlosch die Linie Clam-Gallas im Mannesstamm. Aus dessen Ehe mit Maria von Hoyos-Sprinzenstein entstammten sieben Töchter:
- Christiane, (* 5. September 1886 auf Schloss Grafenstein; † 26. Oktober 1947 auf Schloss Tannenmühle, Neustift-Innermanzing), getraut mit Maria Joseph Graf von und zu Arco-Zinneberg (1881–1924);
- Eleanore (* 4. November 1887; † 31. Mai 1967), verheiratet mit Karl Friedrich Johannes Fürst zu Schwarzenberg (1886–1914), sodann Graf Zdenko Radslav Kinsky (1896–1975);
- Eduardine (* 25. Januar 1889 in Wien; † 25. Juli 1970 in Linz), vermählt mit Adolf Winkelbauer († 1965);
- Gabrielle (* 29. Oktober 1890 in Wien; † 31. August 1979 in Waidhofen) getraut mit Adolf Karl Erbprinz von Auersperg (1886–1923);
- Marie (* 15. Mai 1893 in Wien; † 1. März 1959 ebenda) verehelicht mit Karl Maria Leopold Graf von Podstatzky-Lichtenstein (1874–1946);
- Clothilde, Gräfin von Clam und Gallas (* 1. Januar 1898 in Wien; † 21. November 1975 ebenda), unverheiratet;
- Sophie, Gräfin von Clam und Gallas (* 9. Juni 1900 in Horn; † 28. Juni 1980 in Rekawinkel) vermählt mit Eduard Rupert, Prinz von Auersperg (1893–1948)

Vom 1. Januar 2019 bis 1. März 2020 findet in Tschechien ein Ausstellungsprojekt der  tschechischen Denkmalschutzbehörde zum Adelsgeschlecht derer von Clam-Gallas statt. Seit 2015 existiert der Clam-Gallas-Stiftungsfonds.

## Besitztümer
Der Besitz der Grafen Clam-Gallas umfasste große Teile des Isergebirges, darunter Schloss Friedland in Friedland in Böhmen und Schloss Grafenstein bei Grottau, die Gegend um Reichenberg (Liberec) sowie Schloss Lämberg bei Deutsch Gabel. Schloss Dětenice wurde 1762–1765 von Graf Christian Clam-Gallas spätbarock umgebaut. Das Jagdschloss Nová Louka wurde 1844 erbaut.
Neben den zahlreichen Ländereien in Böhmen besaß die Familie die architektonisch bedeutenden Palais Clam-Gallas (Prag) und Palais Clam-Gallas (Wien). Im Jahre 1945 flohen die Gräfinnen Clam-Gallas nach Österreich, ihr Besitz in der Tschechoslowakei wurde durch den tschechoslowakischen Staat enteignet.

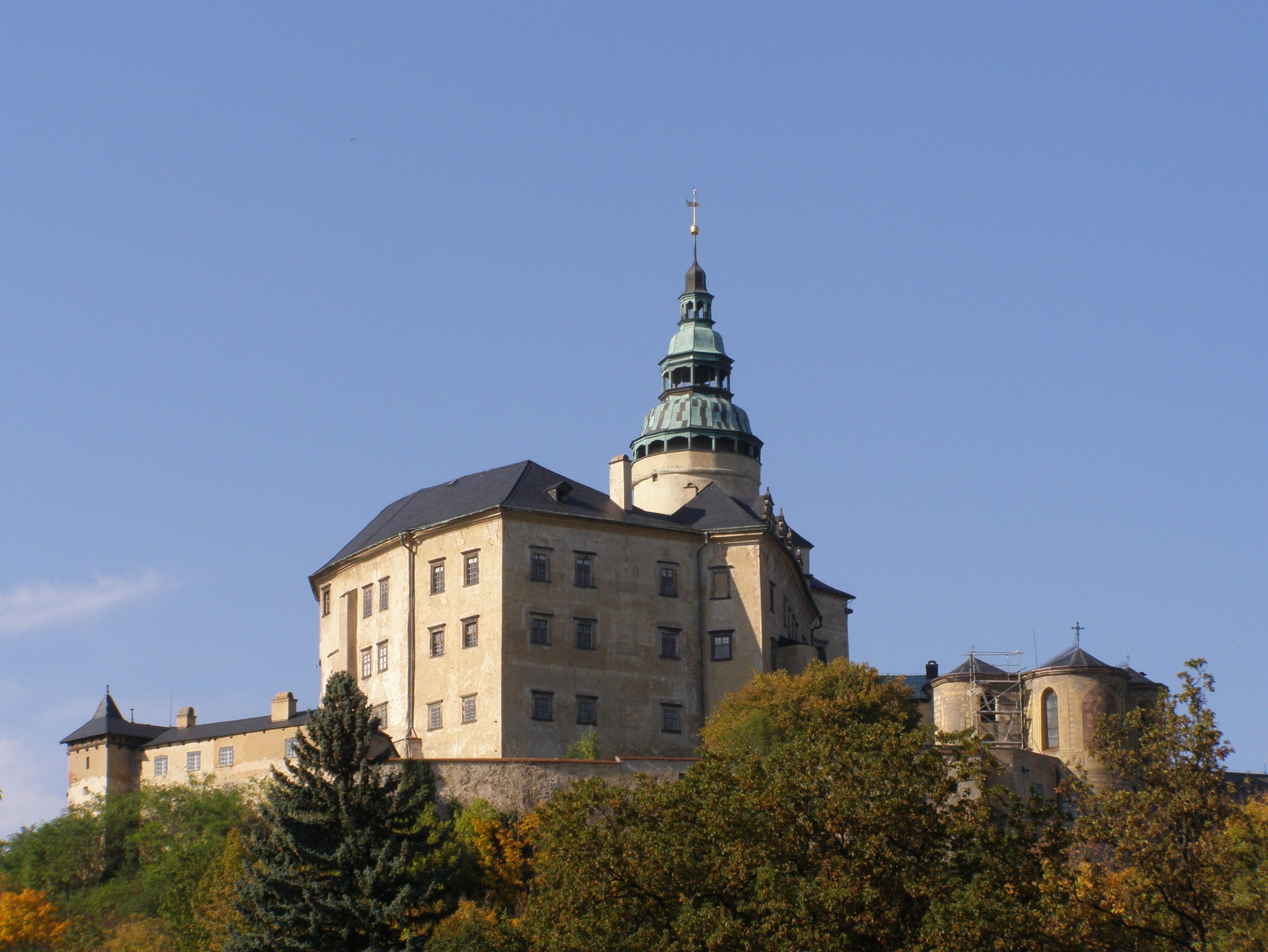
Schloss Friedland
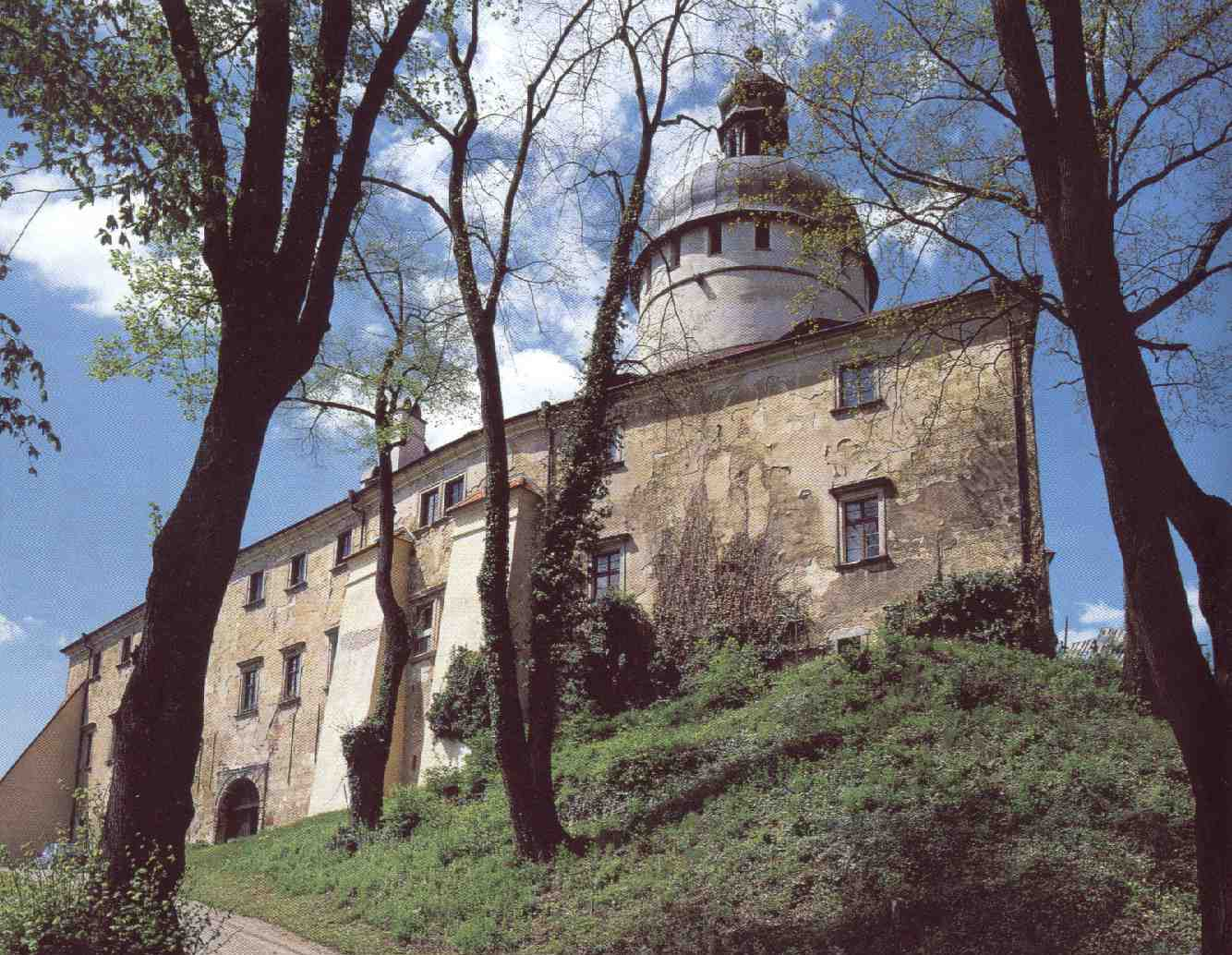
Schloss Grafenstein
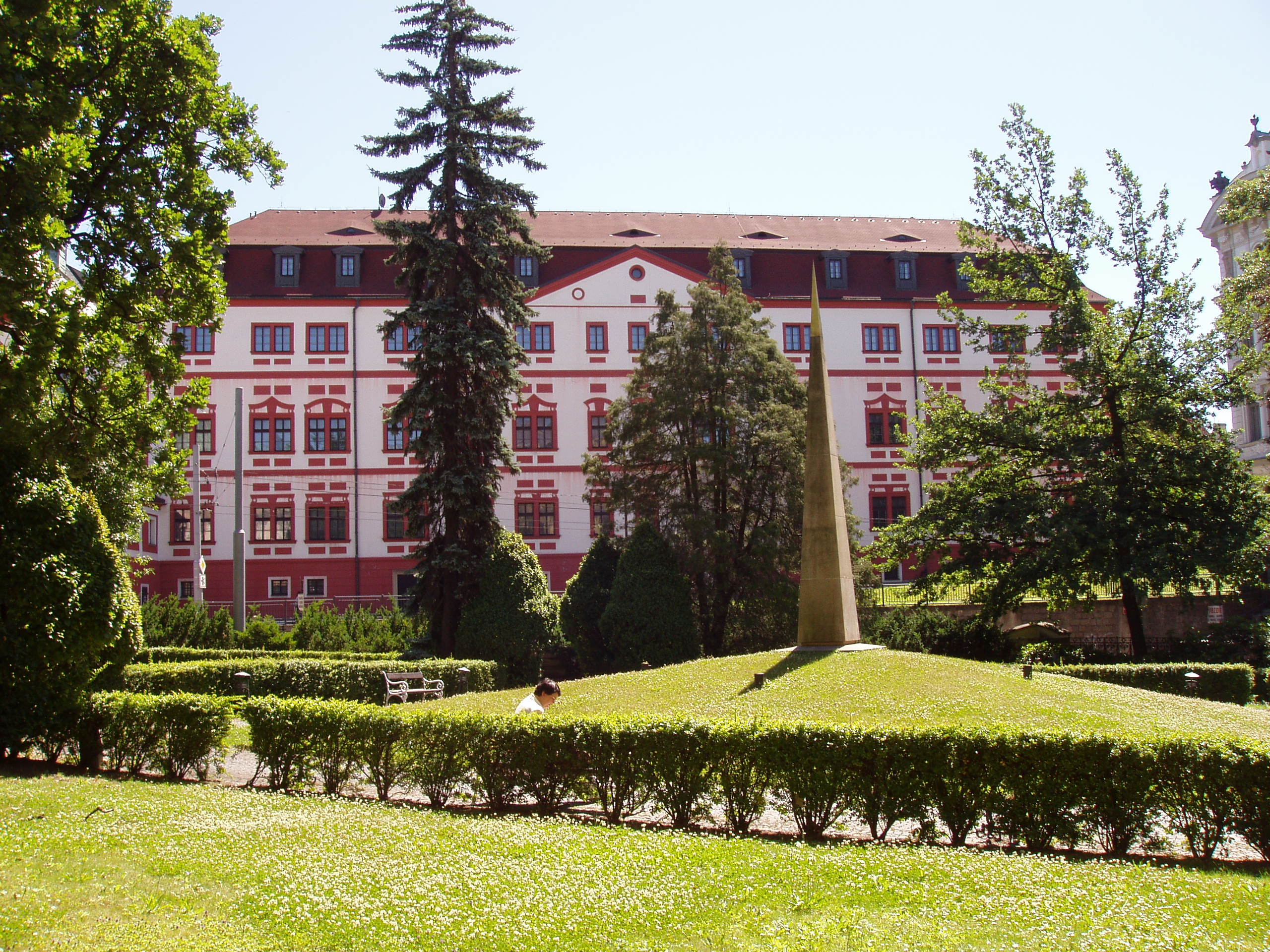
Schloss Reichenberg
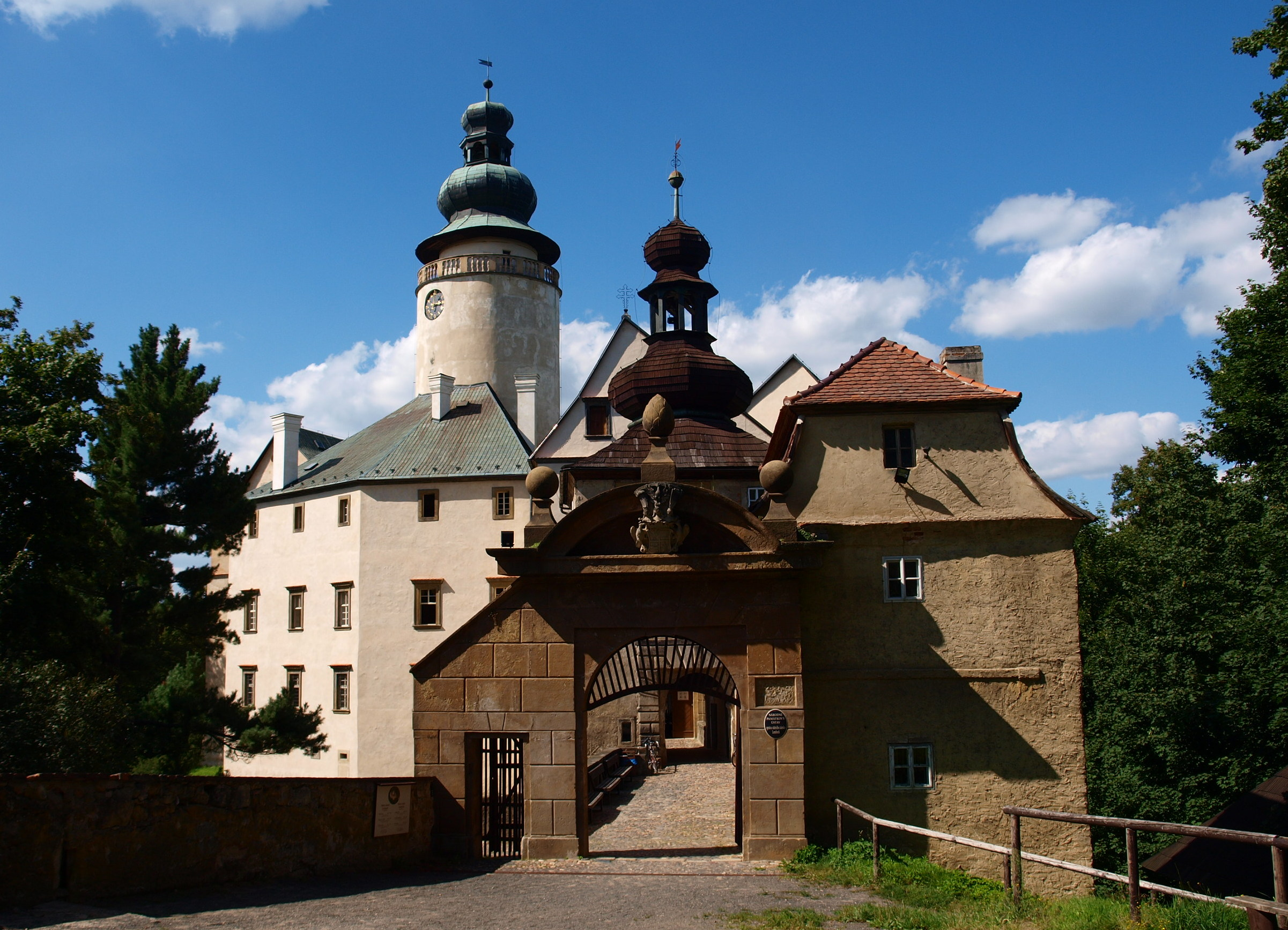
Schloss Lemberk
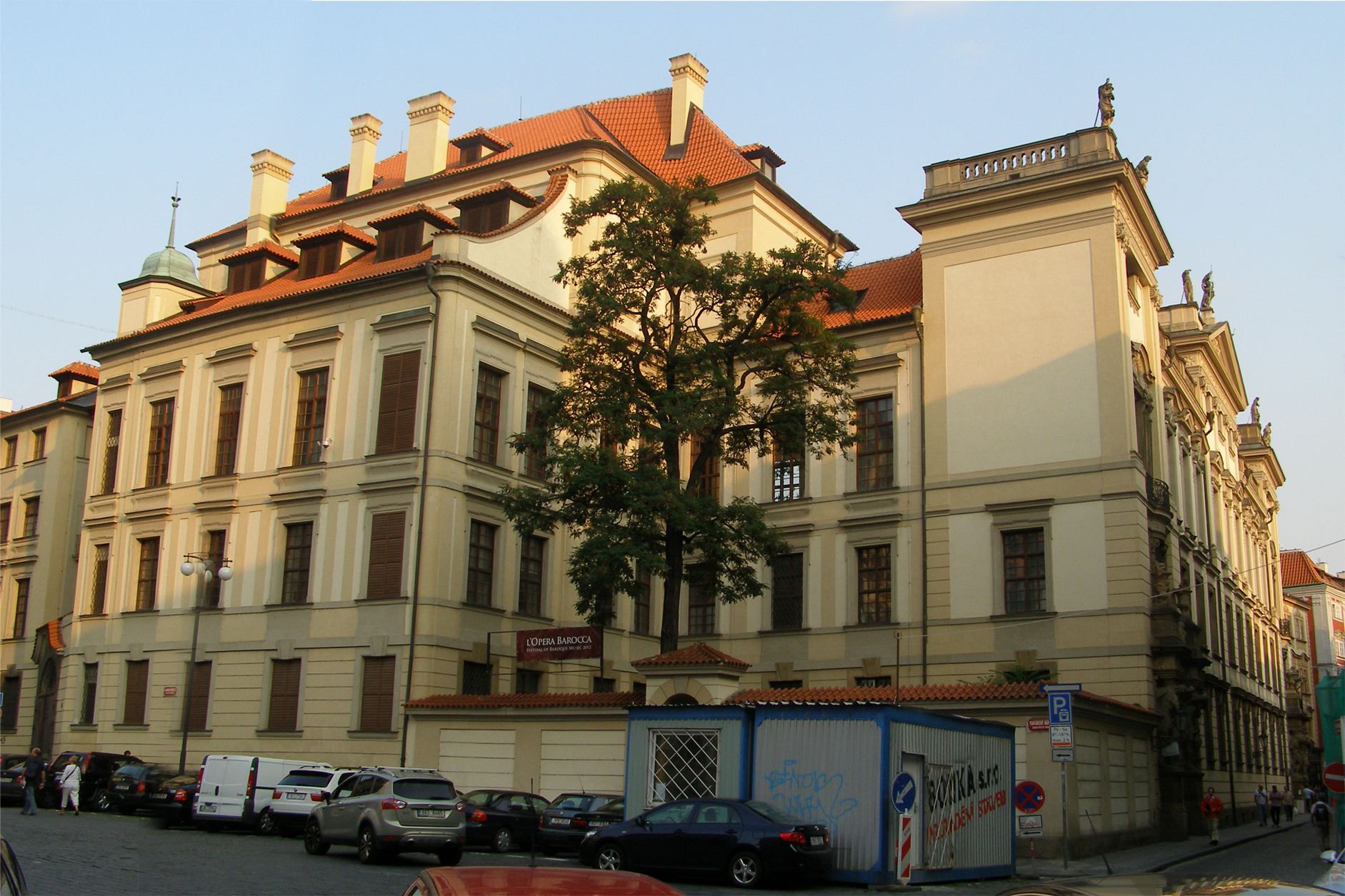
Palais Clam-Gallas (Prag)
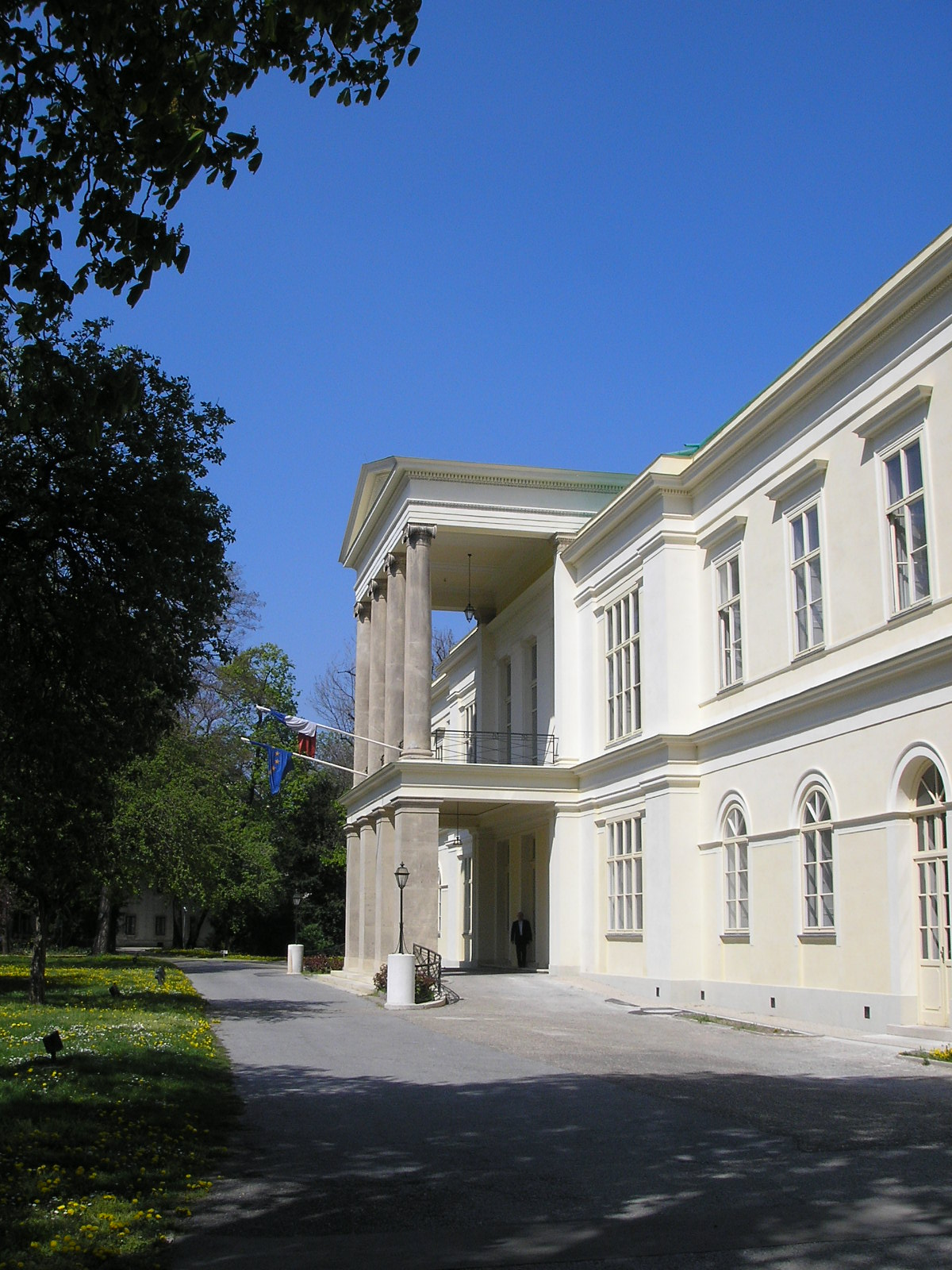
Palais Clam-Gallas (Wien)

## Wappen

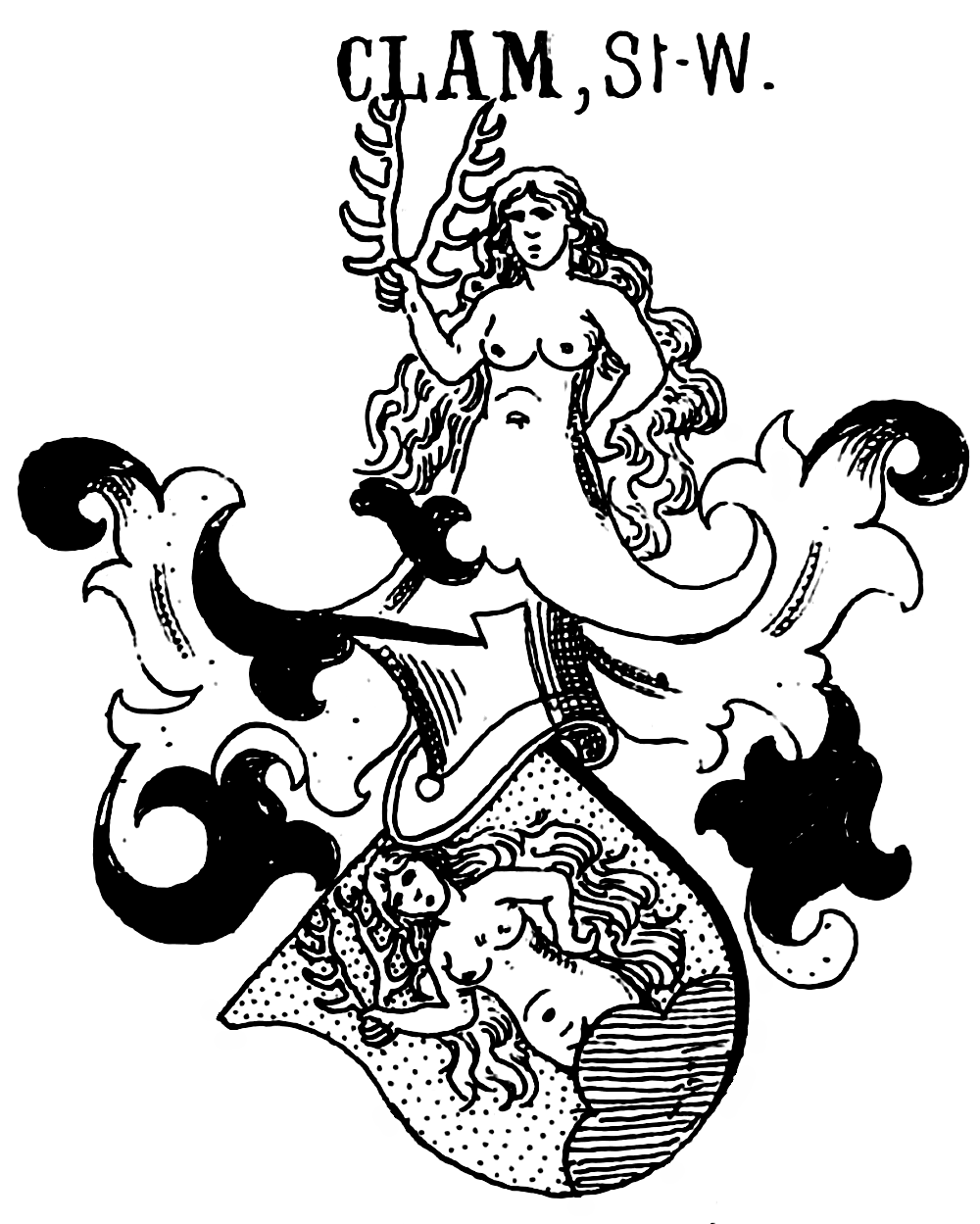
Stammwappen der Perger zu Clam, nachmals Grafen von Clam, in Siebmachers Wappenbuch

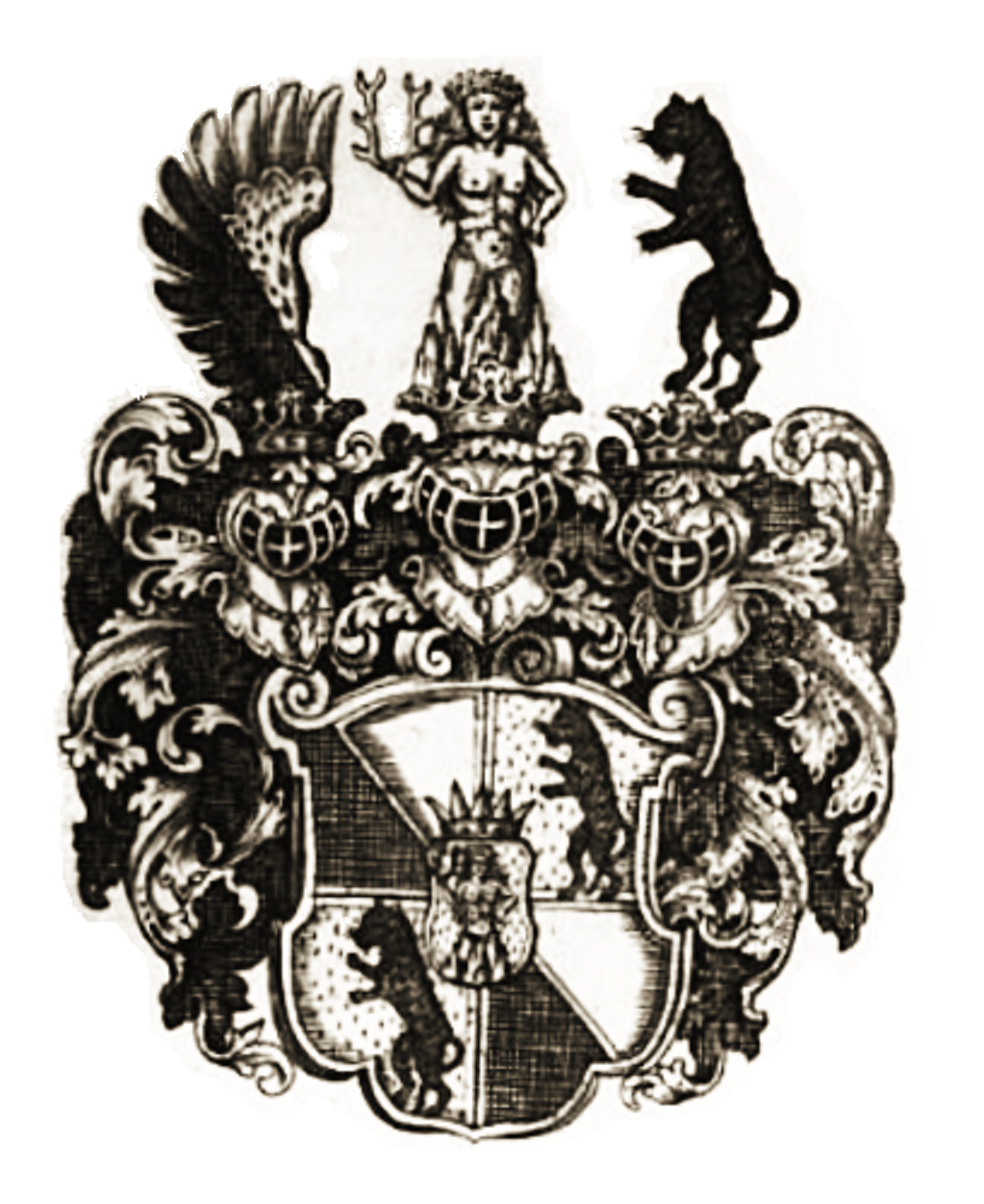
Freiherrliches Wappen (1655)

1655: Quadrierter Schild mit Herzschild, darin Stammwappen: Im goldenen, mit einer Spitzenkrone gekrönten Herzschild wächst hinter drei natürlichen Felsen eine nackte Jungfrau mit einem grünen Kranze auf dem Kopfe und mit fliegendem blonden Haar empor, welche in der Rechten ein Hirschgeweih emporhebt, die Linke aber in die Hüfte stemmt. 1 und 4 von Schwarz und Silber schrägrechts geteilt (erloschene von Nopping). 2 und 3 in Gold eine aufgerichtete rechtshin springende schwarzgraue Katze (erloschene von Ploching). Drei gekrönte Helme: I. mit schwarz-silbernen Decken ein von Schwarz und Silber schrägrechts geteilter geschlossener Adlerflug (Nopping); II. die Jungfrau aus dem Herzschild (Stammwappen); III. die schwarzgraue Katze vom 2. und 3. Feld (Ploching). Die Decken sind rechts schwarz silbern und links rot-golden.
1768: Quadrierter Schild mit einem, mit einer Spitzenkrone bedeckten goldenen Herzschild (Stammwappen), in welchem hinter drei Felsen eine nackte Jungfrau mit einem grünen Kranze auf dem Kopfe und mit fliegendem blonden Haar hervorwächst, welche in der Rechten ein Hirschgeweih emporhebt, die Linke aber in die Seite stemmt. 1. In Gold ein rechtssehender schwarzer goldgekrönter und bewehrter Adler (Grafen von Gallas). 2. In Gold eine rechtsspringende schwarzgraue Katze (erloschene von Ploching). 3. In Blau ein goldener Querbalken (Stammwappen der Grafen von Gallas). 4. Von Schwarz und Silber schrägrechts geteilt (erloschene von Nopping). Auf der Grafenkrone ruhen vier gekrönte Helme. Auf dem rechten Helm steht zwischen einem offenen blauen, mit einem goldenen Querbalken belegten Flug ein schwarzer einwärtssehender Adler (Grafen Gallas). Der zweite trägt die Jungfrau des Herzschildes (Stammwappen Clam). Auf dem dritten steht die Katze des 2. Feldes (Ploching) und auf dem linken Helm erheben sich an goldenen Stäben zehn nach außen wehende Reiterfahnen, von denen die erste, vierte, sechste und neunte rot, die zweite und siebente golden und die übrigen silbern sind (auch Grafen Gallas). Die Decken des rechten und linken Helmes sind blau und golden, die des zweiten und dritten schwarz und golden. Den Schild halten zwei auswärtssehende schwarze Adler.

## Persönlichkeiten
- Matthias von Gallas (1588–1647)

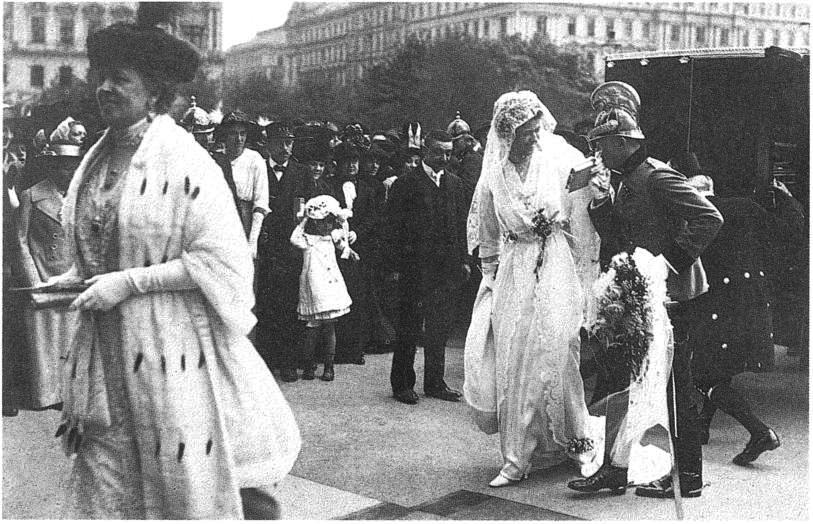
Hochzeit der Gräfin Gabrielle Clam-Gallas mit Prinz Adolf von Auersperg, links vorne ihre Mutter die Gräfin Clam-Gallas (1914)

- Johann Wenzel von Gallas (1671–1719)
- Philipp Josef von Gallas (1703–1757)
- Christian Philipp Clam-Gallas (1748–1805)[10]
- Christian Christoph Clam-Gallas (1771–1838), böhmischer Gutsbesitzer und Mäzen
- Eduard Clam-Gallas (1805–1891), österreichischer General
- Franz Clam-Gallas (1854–1930), böhmischer Großgrundbesitzer und Politiker